# Michel Roche
Pour les articles homonymes, voir Roche (homonymie).
Michel Roche, né le 8 septembre 1939 à Brunoy et mort le 11 juin 2004 à Fontainebleau, est un cavalier français.

## Palmarès
- Jeux olympiques:
  -  Médaille d'or en saut d'obstacles par équipes aux Jeux olympiques d'été de 1976 à Montréal (Canada) aec son cheval Un Espoir B de couleur rouan.